# Каванголенд

Флаг Каванголенда

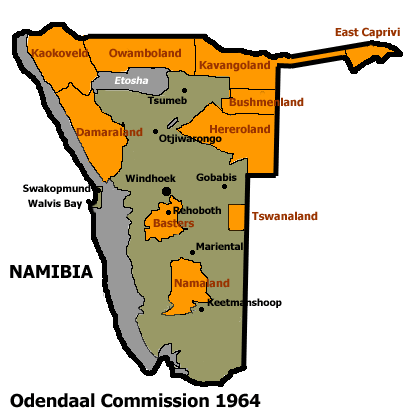
Карта

Каванголенд — бантустан в Юго-Западной Африке (ныне Намибия). Был создан в 1970 году как родина для выходцев из Каванго, проживающих на этой территории. Площадь бантустана 41 701 кв.км, население насчитывало около 28 тысяч человек. Административный центр — г. Рунду.
В 1973 году было предоставлено местное самоуправление.
Каванголенд, как и другие бантустаны в Юго-Западной Африке, был упразднён в мае 1989 года в начале перехода к независимости Намибии.